# Domenico Vicini
Domenico Vicini (ur. 1 września 1971 w Finale Ligure) – sanmaryński tenisista, reprezentant kraju w Pucharze Davisa, multimedalista igrzysk małych państw Europy.
Nie wystąpił w żadnym singlowym turnieju ATP World Tour. Zagrał natomiast w czterech turniejach ATP Challenger Tour w grze podwójnej. Jego najlepsze osiągnięcie to deblowy finał turnieju w Genui. Jego partnerem był wówczas Stefano Galvani, a w finale ulegli parze Gianluca Naso–Walter Trusendi 2:6, 6:7(2). W pozostałych turniejach deblowych udział kończył na pierwszej rundzie.
W 1993 roku zadebiutował w reprezentacji San Marino w rozgrywkach Pucharu Davisa. Do końca marca 2014 zagrał w 89 rywalizacjach. Brał udział w 130 spotkaniach, z czego wygrał 59. Na jego zwycięskie mecze składają się 44 triumfy w meczach singlowych i 15 w meczach deblowych. W 2012 roku otrzymał nagrodę ITF dla zawodnika, który uczestniczył w największej liczbie pojedynków.
Na igrzyskach małych państw Europy zdobywał medale w grze podwójnej w latach: 1997, 2007, 2009, 2011 (srebro), 1999, 2003 (brąz). Zdobył też medal brązowy w grze pojedynczej w roku 2001.